# علی‌آباد انقلاب
علی آبادانقلاب، روستایی است از توابع بخش مرکزی شهرستان جعفرآباد در استان قم ایران.

## جمعیت
این روستا در دهستان قره چای قرار دارد و براساس سرشماری مرکز آمار ایران در سال ۱۳۸۵، جمعیت آن ۱۱۰۸ نفر (۲۳۸خانوار) بوده‌است.